# Норвешка на Европском првенству у атлетици у дворани 2019.
Норвешка је учествовала на 35. Европском првенству у дворани 2019 који се одржао у Глазгову, Шкотска, од 1. до 3. марта. Ово је тридесет прво европско првенство у дворани од 1970. године када је Норвешка први пут учествовала. Репрезентацију Норвешке представљало је 18 спортиста (13 мушкараца и 5 жена) који су се такмичили у 13 дисциплина (9 мушких и 4 женске).
На овом првенству представници Норвешке су освојили 4 медаље (2 златне, 1 сребрна и 1 бронзана) и у укупном пласману заузели 4. место.
У табели успешности (према броју и пласману такмичара који су учествовали у финалним такмичењима (првих 8 такмичара) Норвешка је са 8 учесника у финалу заузела 8. место са 40 бодова.
| Пл. | Земља    | 1. место | 2. место | 3. место | 4. место | 5. место | 6. место | 7. место | 8. место | Бр. фин.-Бод. |
| --- | -------- | -------- | -------- | -------- | -------- | -------- | -------- | -------- | -------- | ------------- |
| 8.  | Норвешка | 2–16     | 1 – 7    | 1-6      | -        | 1-4      | 1-3      | 2–4      | –        | 8-40          |

## Учесници
| Мушкарци: - Амунд Хеје Сјурсен — 60 м - Карстен Вархолм — 400 м - Маркус Еинан — 800 м - Томас Рот — 800 м - Јакоб Ингебригтсен — 1.500 м, 3.000 м - Фердинанд Кван Едман — 1.500 м - Филип Ингебригстен — 1.500 м - Хенрик Ингебригстен — 3.000 м - Пер Свела — 3.000 м - Сондре Гутормсен — Скок мотком - Амунд Хеие Сјурсен — Скок удаљ - Маркус Томсен — Бацање кугле - Мартин Рое — Седмобој | Жене: - Езине Окпараебо — 60 м - Хелене Ренингем — 60 м - Хеда Хине — 800 м - Каролина Бјеркели Гровдал — 3.000 м - Тонје Ангелсен — Скок увис |  |

## Освајачи медаља (4)

### Злато (2)
- Карстен Вархолм — 400 м
- Јакоб Ингебригтсен — 3.000 м

### Сребро (1)
- Јакоб Ингебригтсен — 1.500 м

### Бронза (1)
- Хенрик Ингебригстен — 3.000 м

## Резултати

### Мушкарци
| Атлетичар            | Дисциплина   | Лични рекорд | Квалификаије               | Квалификаије        | Полуфинале            | Полуфинале            | Финале                 | Финале       | Детаљи |
| Атлетичар            | Дисциплина   | Лични рекорд | Резултат                   | Место               | Резултат              | Место                 | Резултат               | Место        | Детаљи |
| -------------------- | ------------ | ------------ | -------------------------- | ------------------- | --------------------- | --------------------- | ---------------------- | ------------ | ------ |
| Амунд Хеје Сјурсен   | 60 м         | 6,78         | 6,79                       | 5. у гр. 5          | Није се квалификовао  | Није се квалификовао  | Није се квалификовао   | 25 / 44 (45) |        |
| Карстен Вархолм      | 400 м        | 45,56 НР     | 47,05 КВ                   | 1. у гр. 4          | 45,95 КВ              | 1. у гр. 2            | 45,05 =ЕР, РЕП, НР, ЛР |              |        |
| Маркус Еинан         | 800 м        | 1:48,90      | 1:49,14                    | 5. у гр. 5          | Нису се квалификовали | Нису се квалификовали | Нису се квалификовали  | 15 / 33 (34) |        |
| Томас Рот            | 800 м        | 1:47,26      | 1:50,42                    | 5. у гр. 3          | Нису се квалификовали | Нису се квалификовали | Нису се квалификовали  | 28 / 33 (34) |        |
| Јакоб Ингебригтсен   | 1.500 м      | 3:36,02 НР   | 3:42,00                    | 1. у гр. 2          |                       |                       | 3:43,23                |              |        |
| Фердинанд Кван Едман | 1.500 м      | 3:38,64      | 3:51,43                    | 9. у гр. 3          | Није се квалификовао  | 23 / 25 (28)          |                        |              |        |
| Филип Ингебригстен   | 1.500 м      | 3:38,62      | Дисквалификован            | Дисквалификован     | Није се квалификовао  | Није се квалификовао  |                        |              |        |
| Јакоб Ингебригтсен   | 3.000 м      | 7:56,74      | 7:51,20 КВ, СРСј, ЕРСј, ЛР | 1. у гр. 1          | 7:56,15               |                       |                        |              |        |
| Хенрик Ингебригстен  | 3.000 м      | 7:45,54 НР   | 7:53,80 КВ                 | 2. у гр. 2          | 7:57,19 (.188)        |                       |                        |              |        |
| Пер Свела            | 3.000 м      | 7:58,07      | 8:02,62                    | 12. у гр. 1         | Није се квалификовао  | 20 / 33 (34)          |                        |              |        |
| Сондре Гутормсен     | Скок мотком  | 5,73 НР      | 5,70 кв                    | 3.                  | 5,55                  | 6 / 14                |                        |              |        |
| Амунд Хеие Сјурсен   | Скок удаљ    | 7,53         | Без исправног скока        | Без исправног скока | Није се квалификовао  | Није се квалификовао  |                        |              |        |
| Маркус Томсен        | Бацање кугле | 20,58        | 20,41 кв                   | 6.                  | 20,22                 | 7 / 18                |                        |              |        |

#### Седмобој
| Дисциплина   | Мартин Рое | Мартин Рое | Мартин Рое | Мартин Рое | Мартин Рое    | Мартин Рое  |
| Дисциплина   | Лич. рек.  | Рез.       | Бод.       | Плас.      | Укупно бод.   | Пласман     |
| ------------ | ---------- | ---------- | ---------- | ---------- | ------------- | ----------- |
| 60 м         | 6,92       | 7,03       | 872        | 4.         | 872           | 4.          |
| Скок удаљ    | 7,81       | 7,53       | 942        | 5.         | 1.814         | 4.          |
| Бацање кугле | 15,71      | 15,60      | 827        | 2.         | 2.641         | 1.          |
| Скок увис    | 1,98       | 1,92       | 731        | 11.        | 3.372         | 6.          |
| 60 препоне   | 8,43       | 8,36 ЛР    | 893        | 8.         | 4.265         | 6.          |
| Скок мотком  | 4,90       | 4,90 =ЛР   | 880        | 7.         | 5.145         | 7.          |
| 1.000 м      | 2:46,51    | 2:46,17 ЛР | 806        | 5.         | 5.951         | 7.          |
| Укупно       | 5.951      | -          |            |            | 5.951 =НР, ЛР | 7 / 10 (12) |

### Жене
| Атлетичарка               | Дисциплина | Лични рекорд | Квалификаије  | Квалификаије | Полуфинале            | Полуфинале            | Финале                | Финале       | Детаљи |
| Атлетичарка               | Дисциплина | Лични рекорд | Резултат      | Место        | Резултат              | Место                 | Резултат              | Место        | Детаљи |
| ------------------------- | ---------- | ------------ | ------------- | ------------ | --------------------- | --------------------- | --------------------- | ------------ | ------ |
| Езине Окпараебо           | 60 м       | 7,10         | 7,27 КВ, =ЛРС | 2. у гр. 2   | 7,32                  | 3. у гр. 2            | Није се квалификовала | 12 / 42 (43) |        |
| Хелене Ренингем           | 60 м       | 7,35         | 7,41 =ЛРС     | 5. у гр. 6   | Нису се квалификовале | Нису се квалификовале | Нису се квалификовале | 25 / 42 (43) |        |
| Хеда Хине                 | 800 м      | 2:01,55 НР   | 2:05,73       | 3. у гр. 3   | Нису се квалификовале | Нису се квалификовале | Нису се квалификовале | 16 / 21      |        |
| Каролина Бјеркели Гровдал | 3.000 м    | 8:44,68      |               |              |                       |                       | 8:52,12               | 5 / 16       |        |
| Тонје Ангелсен            | Скок увис  | 1,93         | 1,89          | 7. у гр. Б   |                       |                       | Није се квалификовала | 14 / 26      |        |